# Thibaut Simon
Pour les articles homonymes, voir Simon.
Thibaut Simon (né le 18 décembre 1983 à Créteil) est un joueur français de water-polo évoluant au poste de défenseur.
Il évolue en club au Cercle des nageurs de Marseille avec lequel il est champion de France à 8 reprises (2007/2008/2009/2010/2011/2013/2015/2016).
Il est aussi membre de l'équipe de France de water-polo masculin.